# Canton de Barlin
Le canton de Barlin est une ancienne division administrative française située dans le département du Pas-de-Calais et la région Nord-Pas-de-Calais.

## Géographie

Le canton de Barlin dans l'arrondissement de Béthune

Ce canton est organisé autour de Barlin dans l'arrondissement de Béthune. Son altitude varie de 25 m (Gosnay) à 131 m (Barlin) pour une altitude moyenne de 65 m.

## Histoire
Ce canton a été créé en 1985. Supprimé en 2014.

## Administration

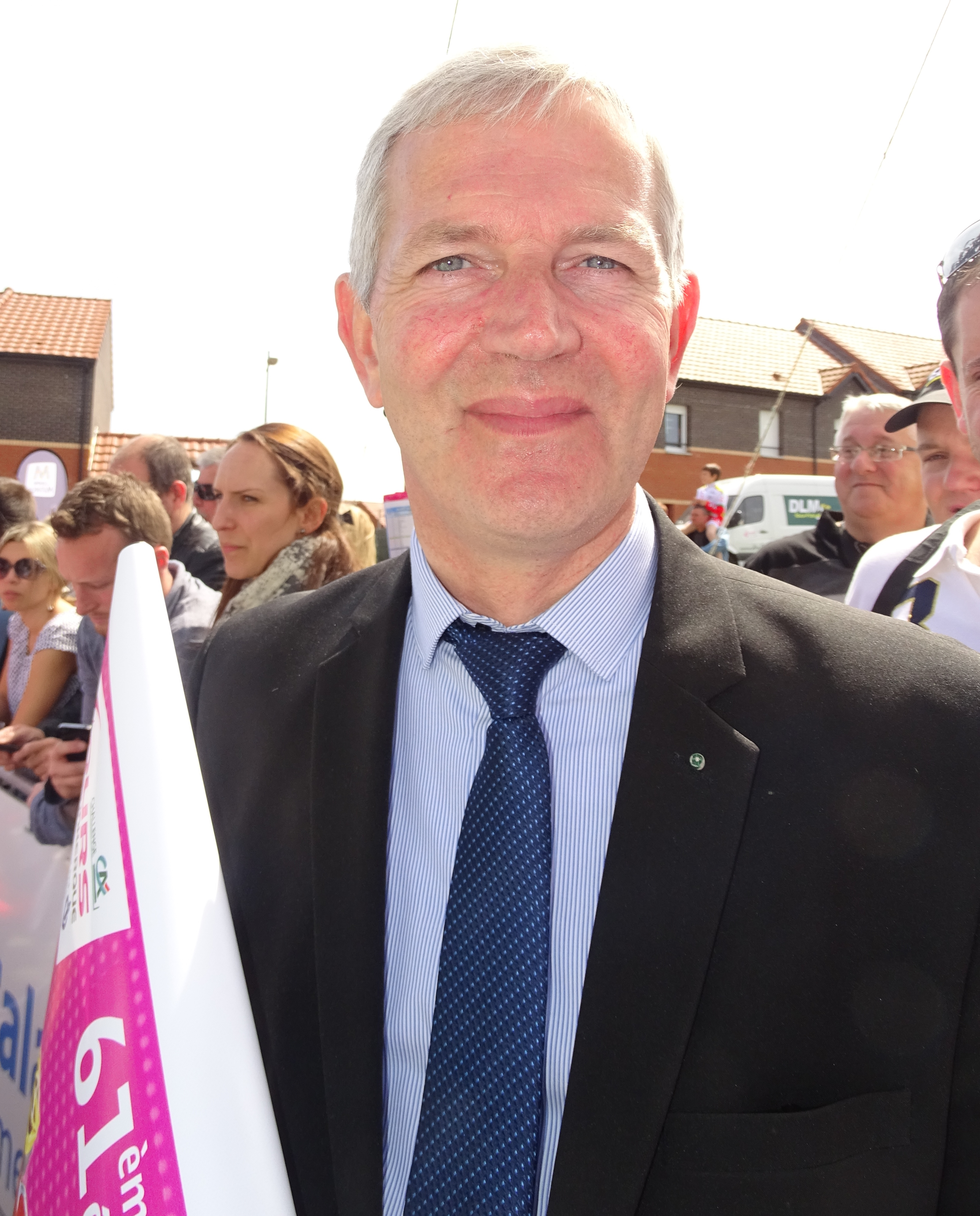
Michel Dagbert lors du départ de la 3e étape des Quatre jours de Dunkerque 2015 à Barlin.

| Période | Période      | Identité       | Étiquette | Qualité |
| ------- | ------------ | -------------- | --------- | --- |
| 1985    | 2002 (décès) | Joseph Brabant | PS        | Proviseur de lycée d'enseignement professionnel Maire de Barlin de 1976 à 2002                                                                      |
| 2002    | 2015         | Michel Dagbert | PS        | Aide-soignant Maire de Barlin (2002-2014) Vice-Président du Conseil Général (Président de 2014 à 2015) Elu en 2015 dans le Canton de Nœux-les-Mines |

## Composition
Le canton de Barlin groupe 8 communes et compte 18 434 habitants (recensement de 1999 sans doubles comptes).
| Communes               | Population (2012) | Code postal | Code Insee |
| ---------------------- | ----------------- | ----------- | ---------- |
| Barlin                 | 7 925             | 62620       | 62083      |
| Drouvin-le-Marais      | 404               | 62131       | 62278      |
| Gosnay                 | 1 195             | 62199       | 62377      |
| Haillicourt            | 5 007             | 62940       | 62400      |
| Hesdigneul-lès-Béthune | 771               | 62196       | 62445      |
| Houchin                | 683               | 62620       | 62456      |
| Ruitz                  | 1 582             | 62620       | 62727      |
| Vaudricourt            | 867               | 62131       | 62836      |

## Démographie
| 1962   | 1968   | 1975   | 1982   | 1990   | 1999   | 2009 |
| ------ | ------ | ------ | ------ | ------ | ------ | ---- |
| 18 863 | 19 796 | 18 345 | 18 430 | 18 620 | 18 434 | -    |